# Des Moines Art Center
Le Des Moines Art Center est un musée d’art situé à Des Moines, la capitale de l’Iowa, aux États-Unis. Fondé en 1948, il abrite des œuvres de Edward Hopper, Jasper Johns, Andy Warhol, Henri Matisse, Claude Monet, Francis Bacon, Georgia O'Keeffe, Gerhard Richter, Claes Oldenburg, Mary Cassatt, Auguste Rodin, Grant Wood, Deborah Butterfield, Paul Gauguin, Eva Hesse, Ronnie Landfield, Roy Lichtenstein, George Segal, Mark Rothko, John Singer Sargent, Joseph Cornell et Takashi Murakami.

## Historique
L‘architecture du musée a été conçue en une combinaison d’Art déco et d’Art nouveau par Eliel Saarinen en 1945. La première aile a été achevée en 1948.
La deuxième aile, de style moderniste, est de Ieoh Ming Pei (1966-1968).
La troisième aile est due à Richard Meier. Elle a été achevée en 1985.

## Collections
- Portrait de Manuel García de la Prada, par Francisco de Goya (vers 1805-1808).
- La Vallée de la Loue, par Gustave Courbet (1865).
- Les Enfants Pailleron, par John Singer Sargent (1881).
- Automat, par Edward Hopper (1927).
- Dame à la robe blanche, par Henri Matisse (1946).
- L'Homme au doigt, par Alberto Giacometti (1947).
- Étude d'après le portrait du pape Innocent X par Velázquez, par Francis Bacon (1953).